# Neckartal zwischen Benningen und Großingersheim mit angrenzenden Gebieten
Das Landschaftsschutzgebiet Neckartal zwischen Benningen und Großingersheim mit angrenzenden Gebieten ist ein mit Verordnung der Unteren Naturschutzbehörde beim Landratsamt Ludwigsburg vom 21. Februar 1985 ausgewiesenes Landschaftsschutzgebiet (LSG-Nummer 1.16.038) auf dem Gebiet der Stadt Marbach am Neckar und der Gemeinden Benningen am Neckar und Freiberg am Neckar.

## Lage und Beschreibung
Das rund 420 Hektar große Gebiet liegt südöstlich von Großingersheim und nordwestlich von Benningen am Neckar in einem Neckarknie. Das Schutzgebiet gehört naturräumlich zum Neckarbecken. Laut Schutzgebietssteckbrief handelt es sich bei dem Naherholungsgebiet um eine vielgestaltige Kulturlandschaft als Lebensraum der heimischen Pflanzen- und Tierwelt.

## Schutzzweck
Wesentlicher Schutzzweck ist gemäß Schutzgebietsverordnung die Erhaltung und Sicherung des ursprünglichen Charakters einer vielgestaltigen Kulturlandschaft in ihrer Funktion für den Naturhaushalt, als Lebensraum der heimischen Tier- und Pflanzenwelt und als Naherholungsraum. Das Landschaftsbild soll vor störenden und beeinträchtigenden Veränderungen bewahrt werden.